# Lukas Ridgeston
Lukas Ridgeston (né à Bratislava le 5 avril 1974) est un acteur et un réalisateur slovaque pour le studio de films pornographiques gays BelAmi.

## Biographie
Il commence à tourner dans les années 1990 pour le studio pornographique gay BelAmi. Il devient dès le début des années 2000 l'un des acteurs les plus importants et reconnus du studio. Il apparaît dans le numéro d'été 2001 de la revue Vogue Hommes,.
En 2005, il apparaît dans le documentaire Thinking XXX produit par la chaîne HBO, sur le making of d'un album photos de stars de la pornographie. Ce faisant, il sert de modèle pour le photographe Timothy Greenfield-Sanders. Il est diplômé en architecture.
En 2007, il se lance dans la réalisation pour le studio BelAmi, qui nomme un de ses labels Lukas Ridgeston Presents à partir de 2010.

## Vidéographie (choix)

### Comme acteur
- 1993 : Boytropolis (aka A Man's World)
- 1994–1995 : Lukas' Story série de trois films
- 1996 : Frisky Summer 2: Sebastian
- 1998 : Lucky Lukas
- 2001 : All About Bel Ami
- 2005 : Lukas in Love série de deux films
- 2006 : The Private Life of Tim Hamilton
- 2005 : Thinking XXX (HBO documentary)[7]
- 2013 : Forever Lukas

### Comme réalisateur
- 2007 : avec Maty Stevens, Too Many Boys 2, avec Brandon Manilow, Josh Elliot, Johan Paulik
- 2009 : Love Affairs
- 2010 : avec Marty Stevens, Skin on Skin 1
- 2012 : Deep Inside, avec Jack Harrer, Luke Hamill
- 2014 : avec Luke Hamill, Lust for Boys
- 2018 : Blond on Blond

## Livres
- XXX: 30 Porn-Star Photographs— Ridgeston est en photo au dos de la couverture[8]
- Edition Euros 11: Photos of Lukas[9], photographié et publié par Bruno Gmünder in 1999.
- Unzipped 100—The 100 Greatest Gay Porn Films Ever
- Bel Ami Frisky Memories
- Bel Ami: Intimate Friends
- Bel Ami: Lukas in Love
- Bel Ami: Next Generation
- Edition Euros 11: Bel Ami—Photos of Lukas
- The Films of George Duroy: Adam Gay Erotica
- BelAmi 1997 Calendar
- Together, Calendrier BelAmi 1998
- Perfect Moments, Calendrier BelAmi 2000
- Vogue-Homme International magazine, printemps-été 2001

## Récompenses
- 1997 Adult Erotic Gay Video Awards (the Grabbys) "Hot Shots" avec Cole Youngblood
- 1999 Ranked among the top 10 in Unzipped magazine's  "Best Erotic Video Performers of the Millennium"
- 2000 GayVN Awards Hall of Fame inductee
- 2002 Unzipped magazine reader's poll named him Hottest Porn Star of All Time
- 2006 GayVN Awards Best Actor in a Foreign Release for Lukas in Love 3